# Grammy Lifetime Achievement Award
Die Recording Academy vergibt neben den in der Öffentlichkeit sehr bekannten Grammy Awards auch eine deutlich kleinere Anzahl von Lifetime Achievement Awards, mit denen die Lebenswerke herausragender Musiker aller Genres und Stilrichtungen gewürdigt werden.
Der Lifetime Achievement Award wurde 1965 erstmals vergeben. In den meisten Fällen werden Einzelpersonen ausgezeichnet, vereinzelt auch Duos und Gruppen. Neben Interpreten werden auch Komponisten, Dirigenten und Produzenten berücksichtigt. Der Lifetime Achievement Award wird auch postum verliehen. Folgende Persönlichkeiten erhielten diese begehrte Auszeichnung:

## Preisträger
| Jahr | Bild                   | Künstler                               | Lebensdaten        | Nationalität                              |
| ---- | ---------------------- | -------------------------------------- | ------------------ | ----------------------------------------- |
| 1965 |                        | Bing Crosby                            | 1903–1977          | Vereinigte Staaten                        |
| 1965 |                        | Frank Sinatra                          | 1915–1998          | Vereinigte Staaten                        |
| 1966 |                        | Duke Ellington                         | 1899–1974          | Vereinigte Staaten                        |
| 1967 |                        | Ella Fitzgerald                        | 1917–1976          | Vereinigte Staaten                        |
| 1968 |                        | Irving Berlin                          | 1888–1989          | Vereinigte Staaten                        |
| 1971 |                        | Elvis Presley                          | 1935–1977          | Vereinigte Staaten                        |
| 1972 |                        | Louis Armstrong                        | 1901–1971          | Vereinigte Staaten                        |
| 1972 |                        | Mahalia Jackson                        | 1911–1972          | Vereinigte Staaten                        |
| 1984 |                        | Chuck Berry                            | 1926–2017          | Vereinigte Staaten                        |
| 1984 |                        | Charlie Parker                         | 1920–1955          | Vereinigte Staaten                        |
| 1985 |                        | Leonard Bernstein                      | 1918–1990          | Vereinigte Staaten                        |
| 1986 |                        | Benny Goodman                          | 1909–1986          | Vereinigte Staaten                        |
| 1986 |                        | The Rolling Stones                     | gegründet 1962     | Vereinigtes Königreich                    |
| 1986 |                        | Andrés Segovia                         | 1893–1987          | Spanien                                   |
| 1987 |                        | Roy Acuff                              | 1903–1992          | Vereinigte Staaten                        |
| 1987 |                        | Benny Carter                           | 1907–2003          | Vereinigte Staaten                        |
| 1987 |                        | Enrico Caruso                          | 1873–1921          | Italien                                   |
| 1987 |                        | Ray Charles                            | 1930–2004          | Vereinigte Staaten                        |
| 1987 |                        | Fats Domino                            | 1928–2017          | Vereinigte Staaten                        |
| 1987 |                        | Woody Herman                           | 1913–1987          | Vereinigte Staaten                        |
| 1987 |                        | Billie Holiday                         | 1915–1959          | Vereinigte Staaten                        |
| 1987 |                        | B. B. King                             | 1925–2015          | Vereinigte Staaten                        |
| 1987 |                        | Isaac Stern                            | 1920–2001          | Vereinigte Staaten                        |
| 1987 |                        | Igor Stravinsky                        | 1882–1971          | Russland Frankreich Vereinigte Staaten    |
| 1987 |                        | Arturo Toscanini                       | 1867–1957          | Italien                                   |
| 1987 |                        | Hank Williams                          | 1923–1953          | Vereinigte Staaten                        |
| 1989 |                        | Fred Astaire                           | 1899–1987          | Vereinigte Staaten                        |
| 1989 |                        | Pablo Casals                           | 1876–1973          | Spanien                                   |
| 1989 |                        | Dizzy Gillespie                        | 1917–1993          | Vereinigte Staaten                        |
| 1989 |                        | Jascha Heifetz                         | 1901–1987          | Litauen Vereinigte Staaten                |
| 1989 |                        | Lena Horne                             | 1917–2010          | Vereinigte Staaten                        |
| 1989 |                        | Leontyne Price                         | geboren 1927       | Vereinigte Staaten                        |
| 1989 |                        | Bessie Smith                           | 1894–1937          | Vereinigte Staaten                        |
| 1989 |                        | Art Tatum                              | 1909–1956          | Vereinigte Staaten                        |
| 1989 |                        | Sarah Vaughan                          | 1924–1990          | Vereinigte Staaten                        |
| 1990 |                        | Nat King Cole                          | 1919–1965          | Vereinigte Staaten                        |
| 1990 |                        | Miles Davis                            | 1926–1991          | Vereinigte Staaten                        |
| 1990 |                        | Vladimir Horowitz                      | 1903–1989          | Vereinigte Staaten                        |
| 1990 |                        | Paul McCartney                         | geboren 1942       | Vereinigtes Königreich                    |
| 1991 |                        | Marian Anderson                        | 1897–1993          | Vereinigte Staaten                        |
| 1991 |                        | Bob Dylan                              | geboren 1941       | Vereinigte Staaten                        |
| 1991 |                        | John Lennon                            | 1940–1980          | Vereinigtes Königreich                    |
| 1991 |                        | Kitty Wells                            | 1919–2012          | Vereinigte Staaten                        |
| 1992 |                        | James Brown                            | 1933–2006          | Vereinigte Staaten                        |
| 1992 |                        | John Coltrane                          | 1926–1967          | Vereinigte Staaten                        |
| 1992 |                        | Jimi Hendrix                           | 1942–1970          | Vereinigte Staaten                        |
| 1992 |                        | Muddy Waters                           | 1913–1983          | Vereinigte Staaten                        |
| 1993 |                        | Chet Atkins                            | 1924–2001          | Vereinigte Staaten                        |
| 1993 |                        | Little Richard                         | 1932–2020          | Vereinigte Staaten                        |
| 1993 |                        | Thelonious Monk                        | 1917–1982          | Vereinigte Staaten                        |
| 1993 |                        | Bill Monroe                            | 1911–1996          | Vereinigte Staaten                        |
| 1993 |                        | Pete Seeger                            | 1919–2014          | Vereinigte Staaten                        |
| 1993 |                        | Fats Waller                            | 1904–1943          | Vereinigte Staaten                        |
| 1994 |                        | Bill Evans                             | 1929–1980          | Vereinigte Staaten                        |
| 1994 |                        | Aretha Franklin                        | 1942–2018          | Vereinigte Staaten                        |
| 1994 |                        | Arthur Rubinstein                      | 1887–1982          | Polen                                     |
| 1995 |                        | Patsy Cline                            | 1932–1963          | Vereinigte Staaten                        |
| 1995 |                        | Peggy Lee                              | 1920–2002          | Vereinigte Staaten                        |
| 1995 |                        | Henry Mancini                          | 1924–1994          | Vereinigte Staaten                        |
| 1995 |                        | Curtis Mayfield                        | 1942–1999          | Vereinigte Staaten                        |
| 1995 |                        | Barbra Streisand                       | geboren 1942       | Vereinigte Staaten                        |
| 1996 |                        | Dave Brubeck                           | 1920–2012          | Vereinigte Staaten                        |
| 1996 |                        | Marvin Gaye                            | 1939–1984          | Vereinigte Staaten                        |
| 1996 |                        | Georg Solti                            | 1912–1997          | Ungarn Vereinigtes Königreich             |
| 1996 |                        | Stevie Wonder                          | geboren 1950       | Vereinigte Staaten                        |
| 1997 |                        | Bobby "Blue" Bland                     | 1930–2013          | Vereinigte Staaten                        |
| 1997 |                        | Everly Brothers                        | gegründet um 1957  | Vereinigte Staaten                        |
| 1997 |                        | Judy Garland                           | 1922–1969          | Vereinigte Staaten                        |
| 1997 |                        | Stéphane Grappelli                     | 1908–1997          | Frankreich                                |
| 1997 |                        | Buddy Holly                            | 1936–1959          | Vereinigte Staaten                        |
| 1997 |                        | Charles Mingus                         | 1922–1979          | Vereinigte Staaten                        |
| 1997 |                        | Oscar Peterson                         | 1925–2007          | Kanada                                    |
| 1997 |                        | Frank Zappa                            | 1940–1993          | Vereinigte Staaten                        |
| 1998 |                        | Bo Diddley                             | 1928–2008          | Vereinigte Staaten                        |
| 1998 |                        | The Mills Brothers                     | gegründet 1928     | Vereinigte Staaten                        |
| 1998 |                        | Roy Orbison                            | 1936–1988          | Vereinigte Staaten                        |
| 1998 |                        | Paul Robeson                           | 1898–1976          | Vereinigte Staaten                        |
| 1999 |                        | Johnny Cash                            | 1932–2003          | Vereinigte Staaten                        |
| 1999 |                        | Sam Cooke                              | 1931–1964          | Vereinigte Staaten                        |
| 1999 |                        | Otis Redding                           | 1941–1967          | Vereinigte Staaten                        |
| 1999 |                        | Smokey Robinson                        | geboren 1940       | Vereinigte Staaten                        |
| 1999 |                        | Mel Tormé                              | 1925–1999          | Vereinigte Staaten                        |
| 2000 |                        | Harry Belafonte                        | 1927–2023          | Vereinigte Staaten                        |
| 2000 |                        | Woody Guthrie                          | 1912–1967          | Vereinigte Staaten                        |
| 2000 |                        | John Lee Hooker                        | 1917–2001          | Vereinigte Staaten                        |
| 2000 |                        | Mitch Miller                           | 1911–2010          | Vereinigte Staaten                        |
| 2000 |                        | Willie Nelson                          | geboren 1933       | Vereinigte Staaten                        |
| 2001 |                        | Tony Bennett                           | 1926–2023          | Vereinigte Staaten                        |
| 2001 |                        | The Beach Boys                         | gegründet 1961     | Vereinigte Staaten                        |
| 2001 |                        | Sammy Davis, Jr.                       | 1925–1990          | Vereinigte Staaten                        |
| 2001 |                        | Bob Marley                             | 1945–1981          | Jamaika                                   |
| 2001 |                        | The Who                                | gegründet 1964     | Vereinigtes Königreich                    |
| 2002 |                        | Count Basie                            | 1904–1984          | Vereinigte Staaten                        |
| 2002 |                        | Rosemary Clooney                       | 1928–2002          | Vereinigte Staaten                        |
| 2002 |                        | Perry Como                             | 1912–2001          | Vereinigte Staaten                        |
| 2002 |                        | Al Green                               | geboren 1946       | Vereinigte Staaten                        |
| 2002 |                        | Joni Mitchell                          | geboren 1943       | Kanada                                    |
| 2003 |                        | Etta James                             | 1938–2012          | Vereinigte Staaten                        |
| 2003 |                        | Johnny Mathis                          | geboren 1935       | Vereinigte Staaten                        |
| 2003 |                        | Glenn Miller                           | 1904–1944          | Vereinigte Staaten                        |
| 2003 |                        | Tito Puente                            | 1923–2000          | Vereinigte Staaten                        |
| 2003 |                        | Simon and Garfunkel                    | gegründet 1957     | Vereinigte Staaten                        |
| 2004 |                        | Van Cliburn                            | 1934–2013          | Vereinigte Staaten                        |
| 2004 |                        | The Funk Brothers                      | gegründet 1959     | Vereinigte Staaten                        |
| 2004 |                        | Ella Jenkins                           | 1924–2024          | Vereinigte Staaten                        |
| 2004 |                        | Sonny Rollins                          | geboren 1930       | Vereinigte Staaten                        |
| 2004 |                        | Artie Shaw                             | 1910–2004          | Vereinigte Staaten                        |
| 2004 |                        | Doc Watson                             | 1923–2012          | Vereinigte Staaten                        |
| 2005 |                        | Eddy Arnold                            | 1918–2008          | Vereinigte Staaten                        |
| 2005 |                        | Art Blakey                             | 1919–1990          | Vereinigte Staaten                        |
| 2005 |                        | The Carter Family                      | gegründet 1927     | Vereinigte Staaten                        |
| 2005 |                        | Morton Gould                           | 1913–1996          | Vereinigte Staaten                        |
| 2005 |                        | Janis Joplin                           | 1943–1970          | Vereinigte Staaten                        |
| 2005 |                        | Led Zeppelin                           | gegründet 1968     | Vereinigtes Königreich                    |
| 2005 |                        | Jerry Lee Lewis                        | 1935–2022          | Vereinigte Staaten                        |
| 2005 |                        | Jelly Roll Morton                      | 1885–1941          | Vereinigte Staaten                        |
| 2005 |                        | Pinetop Perkins                        | 1913–2011          | Vereinigte Staaten                        |
| 2005 |                        | The Staple Singers                     | gegründet 1951     | Vereinigte Staaten                        |
| 2006 |                        | David Bowie                            | 1947–2016          | Vereinigtes Königreich                    |
| 2006 |                        | Cream                                  | gegründet 1966     | Vereinigtes Königreich                    |
| 2006 |                        | Merle Haggard                          | 1937–2016          | Vereinigte Staaten                        |
| 2006 |                        | Robert Johnson                         | 1911–1938          | Vereinigte Staaten                        |
| 2006 |                        | Jessye Norman                          | 1945–2019          | Vereinigte Staaten                        |
| 2006 |                        | Richard Pryor                          | 1940–2005          | Vereinigte Staaten                        |
| 2006 |                        | The Weavers                            | gegründet 1948     | Vereinigte Staaten                        |
| 2006 |                        | Queen Esther Marrow                    | geboren 1941       | Vereinigte Staaten                        |
| 2007 |                        | Joan Baez                              | geboren 1941       | Vereinigte Staaten                        |
| 2007 |                        | Booker T. & the M.G.’s                 | gegründet 1962     | Vereinigte Staaten                        |
| 2007 |                        | Maria Callas                           | 1923–1977          | Griechenland                              |
| 2007 |                        | Ornette Coleman                        | 1930–2015          | Vereinigte Staaten                        |
| 2007 |                        | The Doors                              | gegründet 1965     | Vereinigte Staaten                        |
| 2007 |                        | Grateful Dead                          | gegründet 1965     | Vereinigte Staaten                        |
| 2007 |                        | Bob Wills                              | 1905–1975          | Vereinigte Staaten                        |
| 2008 |                        | Burt Bacharach                         | 1928–2023          | Vereinigte Staaten                        |
| 2008 |                        | The Band                               | gegründet 1967     | Vereinigte Staaten                        |
| 2008 |                        | Cab Calloway                           | 1907–1994          | Vereinigte Staaten                        |
| 2008 |                        | Doris Day                              | 1922–2019          | Vereinigte Staaten                        |
| 2008 |                        | Itzhak Perlman                         | geboren 1945       | Israel                                    |
| 2008 |                        | Max Roach                              | 1924–2007          | Vereinigte Staaten                        |
| 2008 |                        | Earl Scruggs                           | 1924–2012          | Vereinigte Staaten                        |
| 2009 |                        | Gene Autry                             | 1907–1998          | Vereinigte Staaten                        |
| 2009 |                        | The Blind Boys of Alabama              | gegründet 1939     | Vereinigte Staaten                        |
| 2009 |                        | The Four Tops                          | gegründet 1939     | Vereinigte Staaten                        |
| 2009 |                        | Hank Jones                             | 1918–2010          | Vereinigte Staaten                        |
| 2009 |                        | Brenda Lee                             | geboren 1944       | Vereinigte Staaten                        |
| 2009 |                        | Dean Martin                            | 1917–1995          | Vereinigte Staaten                        |
| 2009 |                        | Tom Paxton                             | geboren 1937       | Vereinigte Staaten                        |
| 2010 |                        | Leonard Cohen                          | 1934–2016          | Kanada                                    |
| 2010 |                        | Bobby Darin                            | 1936–1973          | Vereinigte Staaten                        |
| 2010 |                        | David Honeyboy Edwards                 | 1915–2011          | Vereinigte Staaten                        |
| 2010 |                        | Michael Jackson                        | 1958–2009          | Vereinigte Staaten                        |
| 2010 |                        | Loretta Lynn                           | 1932–2022          | Vereinigte Staaten                        |
| 2010 |                        | André Previn                           | 1929–2019          | Deutschland Vereinigte Staaten            |
| 2010 |                        | Clark Terry                            | 1920–2015          | Vereinigte Staaten                        |
| 2011 |                        | Ramones                                | gegründet 1974     | Vereinigte Staaten                        |
| 2011 |                        | Julie Andrews                          | geboren 1935       | Vereinigte Staaten                        |
| 2011 |                        | Dolly Parton                           | geboren 1946       | Vereinigte Staaten                        |
| 2011 |                        | Roy Haynes                             | 1925–2024          | Vereinigte Staaten                        |
| 2011 |                        | Juilliard String Quartet               | gegründet 1947     | Vereinigte Staaten                        |
| 2011 |                        | George Beverly Shea                    | 1909–2013          | Kanada                                    |
| 2011 |                        | The Kingston Trio                      | gegründet 1957     | Vereinigte Staaten                        |
| 2012 |                        | Allman Brothers Band                   | gegründet 1969     | Vereinigte Staaten                        |
| 2012 |                        | Glen Campbell                          | 1936–2017          | Vereinigte Staaten                        |
| 2012 |                        | Antônio Carlos Jobim                   | 1927–1994          | Brasilien                                 |
| 2012 |                        | George Jones                           | 1931–2013          | Vereinigte Staaten                        |
| 2012 |                        | The Memphis Horns                      | gegründet 1967     | Vereinigte Staaten                        |
| 2012 |                        | Diana Ross                             | geboren 1944       | Vereinigte Staaten                        |
| 2012 |                        | Gil Scott-Heron                        | 1949–2011          | Vereinigte Staaten                        |
| 2013 |                        | Glenn Gould                            | 1932–1982          | Kanada                                    |
| 2013 |                        | Charlie Haden                          | 1937–2014          | Vereinigte Staaten                        |
| 2013 |                        | Lightnin’ Hopkins                      | 1912–1982          | Vereinigte Staaten                        |
| 2013 |                        | Carole King                            | geboren 1942       | Vereinigte Staaten                        |
| 2013 |                        | Patti Page                             | 1927–2013          | Vereinigte Staaten                        |
| 2013 |                        | Ravi Shankar                           | 1920–2012          | Indien                                    |
| 2013 |                        | The Temptations                        | gegründet 1960     | Vereinigte Staaten                        |
| 2014 |                        | The Beatles                            | 1960–1970          | Vereinigtes Königreich                    |
| 2014 |                        | Clifton Chenier                        | 1925–1987          | Vereinigte Staaten                        |
| 2014 |                        | The Isley Brothers                     | seit 1956          | Vereinigtes Königreich                    |
| 2014 |                        | Kraftwerk                              | seit 1970          | Deutschland                               |
| 2014 |                        | Kris Kristofferson                     | 1936–2024          | Vereinigte Staaten                        |
| 2014 |                        | Maud Powell                            | 1867–1920          | Vereinigte Staaten                        |
| 2014 |                        | Armando Manzanero                      | 1935–2020          | Mexiko                                    |
| 2015 |                        | Bee Gees                               | 1958–2012          | Australien / Vereinigtes Königreich       |
| 2015 |                        | Pierre Boulez                          | 1925–2016          | Frankreich                                |
| 2015 |                        | Buddy Guy                              | geboren 1936       | Vereinigte Staaten                        |
| 2015 |                        | George Harrison                        | 1943–2001          | Vereinigtes Königreich                    |
| 2015 |                        | Flaco Jiménez                          | 1939–2025          | Vereinigte Staaten                        |
| 2015 |                        | Louvin Brothers                        | 1951–1963          | Vereinigte Staaten                        |
| 2015 |                        | Wayne Shorter                          | 1933–2023          | Vereinigte Staaten                        |
| 2016 |                        | Ruth Brown                             | 1928–2006          | Vereinigte Staaten                        |
| 2016 |                        | Celia Cruz                             | 1925–2003          | Kuba                                      |
| 2016 |                        | Earth, Wind & Fire                     | gegründet 1969     | Vereinigte Staaten                        |
| 2016 |                        | Herbie Hancock                         | geboren 1940       | Vereinigte Staaten                        |
| 2016 |                        | Jefferson Airplane                     | 1965–1996          | Vereinigte Staaten                        |
| 2016 |                        | Linda Ronstadt                         | geboren 1946       | Vereinigte Staaten                        |
| 2016 |                        | Run DMC                                | 1982–2002          | Vereinigte Staaten                        |
| 2017 |                        | Shirley Caesar                         | geboren 1938       | Vereinigte Staaten                        |
| 2017 |                        | Ahmad Jamal                            | 1930–2023          | Vereinigte Staaten                        |
| 2017 |                        | Charley Pride                          | 1934–2020          | Vereinigte Staaten                        |
| 2017 |                        | Jimmie Rodgers                         | 1897–1933          | Vereinigte Staaten                        |
| 2017 |                        | Nina Simone                            | 1933–2003          | Vereinigte Staaten                        |
| 2017 |                        | Sly Stone                              | 1943–2025          | Vereinigte Staaten                        |
| 2017 |                        | Velvet Underground                     | 1964–1993          | Vereinigte Staaten                        |
| 2018 |                        | Hal Blaine                             | 1929–2019          | Vereinigte Staaten                        |
| 2018 |                        | Neil Diamond                           | geboren 1941       | Vereinigte Staaten                        |
| 2018 |                        | Emmylou Harris                         | geboren 1947       | Vereinigte Staaten                        |
| 2018 |                        | Louis Jordan                           | 1908–1975          | Vereinigte Staaten                        |
| 2018 |                        | The Meters                             | gegründet 1965     | Vereinigte Staaten                        |
| 2018 |                        | Queen                                  | gegründet 1970     | Vereinigtes Königreich                    |
| 2018 |                        | Tina Turner                            | 1939–2023          | Schweiz                                   |
| 2019 |                        | Black Sabbath                          | 1969–2017          | Vereinigtes Königreich                    |
| 2019 |                        | George Clinton & Parliament-Funkadelic | geboren 1941       | Vereinigte Staaten                        |
| 2019 |                        | Billy Eckstine                         | 1914–1993          | Vereinigte Staaten                        |
| 2019 |                        | Donny Hathaway                         | 1945–1979          | Vereinigte Staaten                        |
| 2019 |                        | Julio Iglesias                         | geboren 1943       | Spanien                                   |
| 2019 |                        | Sam & Dave                             | 1961–1981          | Vereinigte Staaten                        |
| 2019 |                        | Dionne Warwick                         | geboren 1940       | Vereinigte Staaten                        |
| 2020 |                        | Chicago                                | gegründet 1967     | Vereinigte Staaten                        |
| 2020 |                        | Roberta Flack                          | 1937–2025          | Vereinigte Staaten                        |
| 2020 |                        | Isaac Hayes                            | 1942–2008          | Vereinigte Staaten                        |
| 2020 |                        | Iggy Pop                               | geboren 1947       | Vereinigte Staaten                        |
| 2020 |                        | John Prine                             | 1946–2020          | Vereinigte Staaten                        |
| 2020 |                        | Public Enemy                           | gegründet 1982     | Vereinigte Staaten                        |
| 2020 |                        | Rosetta Tharpe                         | 1915–1973          | Vereinigte Staaten                        |
| 2021 |                        | Grandmaster Flash & the Furious Five   | 1978–1989          | Vereinigte Staaten                        |
| 2021 |                        | Lionel Hampton                         | 1908–2002          | Vereinigte Staaten                        |
| 2021 |                        | Marilyn Horne                          | geboren 1934       | Vereinigte Staaten                        |
| 2021 |                        | Salt ’n’ Pepa                          | 1985–2002          | Vereinigte Staaten                        |
| 2021 |                        | Selena Quintanilla-Pérez               | 1971–1995          | Vereinigte Staaten                        |
| 2021 |                        | Talking Heads                          | 1975–1991          | Vereinigte Staaten                        |
| 2022 |                        | Bonnie Raitt                           | geboren 1949       | Vereinigte Staaten                        |
| 2023 |                        | Bobby McFerrin                         | geboren 1950       | Vereinigte Staaten                        |
| 2023 |                        | Nirvana                                | gegründet 1987     | Vereinigte Staaten                        |
| 2023 |                        | Ma Rainey                              | 1886–1939          | Vereinigte Staaten                        |
| 2023 |                        | Slick Rick                             | geboren 1965       | Vereinigtes Königreich Vereinigte Staaten |
| 2023 |                        | Nile Rodgers                           | geboren 1952       | Vereinigte Staaten                        |
| 2023 |                        | The Supremes                           | gegründet 1959     | Vereinigte Staaten                        |
| 2023 |                        | Ann Wilson von Heart                   | geboren 1950       | Vereinigte Staaten                        |
| 2023 | Nancy Wilson von Heart | geboren 1954                           | Vereinigte Staaten |                                           |
| 2024 |                        | Laurie Anderson                        | geboren 1947       | Vereinigte Staaten                        |
| 2024 |                        | The Clark Sisters                      | gegründet 1973     | Vereinigte Staaten                        |
| 2024 |                        | Gladys Knight                          | geboren 1944       | Vereinigte Staaten                        |
| 2024 |                        | N.W.A                                  | 1986–1991          | Vereinigte Staaten                        |
| 2024 |                        | Donna Summer                           | 1948–2012          | Vereinigte Staaten                        |
| 2024 |                        | Tammy Wynette                          | 1942–1998          | Vereinigte Staaten                        |
| 2025 |                        | Frankie Beverly                        | 1946–2024          | Vereinigte Staaten                        |
| 2025 |                        | The Clash                              | 1976–1986          | Vereinigte Staaten                        |
| 2025 |                        | Bobby Jones                            | geboren 1938       | Vereinigte Staaten                        |
| 2025 |                        | Taj Mahal                              | geboren 1942       | Vereinigte Staaten                        |
| 2025 |                        | Prince                                 | 1958–2016          | Vereinigte Staaten                        |
| 2025 |                        | Roxanne Shanté                         | geboren 1969       | Vereinigte Staaten                        |
| 2025 |                        | Frankie Valli                          | geboren 1934       | Vereinigte Staaten                        |